# 스피타메네스
스피타메네스(Spitamenes 고대 페르시아어로는 스피타멘, 기원전 370년 경 - 기원전 328년)은 페르시아 제국 아케메네스 왕조 시대의 소그디아나, 박트리아의 호족이다. 다리우스 3세의 사후 베소스와 함께 알렉산더 대왕에게 적대했지만, 베소스를 배신하고 그를 알렉산더에게 인도하고 항복했다. 그 후 다시 알렉산더에게 반기를 들었지만 결국 암살되었다.

## 생애
스피타메네스는 아케메네스 왕조 시대의 소그디아나, 박트리아의 호족이었다. 기원전 331년의 가우가멜라 전투에서 알렉산더가 이끄는 마케도니아 왕국의 군대에 의해 페르시아 군이 격파되었을 때 박트리아의 총독이었던 베소스는 다리우스 3세를 암살하고 스스로 왕을 칭했다.
스피타메네스는 베소스와 함께 알렉산더에 대항했지만 베소스는 싱겁게 패배를 당하고, 박트리아에서 쫓겨났으며, 스피타메네스도 그와 함께 소그디아나로 도주했다. 그래서 동료 옥슈 테스와 함께 베소스를 잡아 그의 신병을 알렉산더에 인도하고 항복했다.
그 후 알렉산더는 마라칸다(현 사마르칸트)을 점령하고, 시르다리야 강 방면으로 계속 진군하자 기원전 329년 스피타메네스는 반란을 일으켰다. 알렉산더는 시르다리야 강 근처의 현지인과 벌어진 전투에서 중상을 입었지만, 이들을 평정하고 알렉산드리아 에스카테를 건설했다. 스피타메네스의 반란 소식을 듣자 파르노케스 장군에게 진압 명령을 내렸다.
스피타메네스는 마라칸다를 포위했지만, 파르노케스가 이끄는 마케도니아 군이 원병을 보낸 것을 알고 포위를 풀었다. 그 후, 깊숙이 추격을 해온 파르노케스 군 보병 2,000명, 기병 300기를 전멸시키고 승리를 거뒀다. 이 패전 보고를 받은 알렉산더는 부하에게 패배 소식을 외부에 누설하지 말도록 지시를 내리고, 스스로 마라칸다를 탈환하러 떠났다. 스피타메네스는 알렉산더와 직접 충돌을 피하기 위해, 그가 도착하기 전에 마라칸다에서 물러나 잠적했다.
그 후, 스피타메네스는 스키타이 인과 마사게타이 인 등과 동맹을 맺고 소그디아나 각지의 도시 주민을 조직하여 군사력을 늘리고, 알렉산더가 점령지에 남긴 마케도니아 수비대 등을 습격하며 돌아다녔다. 그리고 토벌부대가 나타나면, 또는 나타나기 전에 즉시 철수하는 전법으로 1년 이상 마케도니아 군을 교란하였다. 이러한 기만전술은 유목민의 그것과 같았고, 그의 군대에 수많은 유목민이 참여하고 있었다는 것을 시사한다.
알렉산더는 이들을 소탕하기 위해 그리스인 용병 부대를 새롭게 증원하여 병력을 확보하고, 큐로폴리스 등 저항한 도시를 점령한 후 완전히 파괴하고 주민들을 강제 이주시키는 방법으로 진압을 했다. 또한 스키타이에 대해서도 붕괴 공작이 이루어졌다. 또한 알렉산더 휘하의 장군들도 스피타메네스의 반란 진압에 대규모로 동원되게 되고, 이에 따라 스피타메네스의 활동 범위는 점차 축소되어 갔다.
그리고 기원전 328년 마케도니아의 장군 크라테로스와의 전투에서 치명적인 패배를 당하며 스피타메네스의 세력은 크게 줄어들었다. 알렉산더가 추격할 때마다 반복해서 도망쳤지만 결국에는 도망에 지친 아내에 의해 암살되었거나, 또는 아군에 의해 암살되었다는 말도 있다. 어느 쪽이든 그의 목은 기원전 328년에 알렉산더에 바쳐졌다.